# Rete tranviaria di Brăila
La rete tranviaria di Brăila è la rete tranviaria che serve la città rumena di Brăila.